# 科爾堡 (阿拉巴馬州)
科爾堡（英語：Coalburg）是一個位於美國阿拉巴馬州傑佛遜縣的非建制地區。該地的面積和人口皆未知。

## 地理
科爾堡的座標為33°35′37″N 86°51′26″W / 33.59361°N 86.85722°W，而該地的平均海拔高度為143米（即469英尺）。